# 林瑞鈞
林瑞鈞（2001年4月6日—），為台灣棒球選手，目前效力於中華職棒中信兄弟，守備位置為內野手。於2019年季中選秀會中被中信兄弟以第7輪第36順位選進。

## 經歷
- 宜蘭縣竹林國小少棒隊
- 宜蘭縣三星國中青少棒隊
- 臺中市立西苑高級中學青棒隊
- 中華職棒中信兄弟（2019年－）

## 職棒生涯成績
| 年度 | 球隊     | 背號 | 出賽 | 打數 | 安打 | 全壘打 | 打點 | 盜壘 | 四死 | 三振 | 壘打數 | 雙殺打 | 打擊率 | 上壘率 | 長打率 | OPS   |
| ---- | -------- | ---- | ---- | ---- | ---- | ------ | ---- | ---- | ---- | ---- | ------ | ------ | ------ | ------ | ------ | ----- |
| 2022 | 中信兄弟 | 75   | 6    | 12   | 1    | 0      | 0    | 0    | 0    | 3    | 1      | 0      | 0.083  | 0.083  | 0.083  | 0.166 |
| 2023 | 中信兄弟 | 75   | 6    | 7    | 1    | 0      | 0    | 0    | 0    | 4    | 1      | 0      | 0.143  | 0.143  | 0.143  | 0.286 |
| 2024 | 中信兄弟 | 75   | 5    | 11   | 1    | 0      | 0    | 0    | 0    | 2    | 1      | 0      | 0.091  | 0.091  | 0.091  | 0.182 |
| 合計 | 3年      | －   | 17   | 30   | 3    | 0      | 0    | 0    | 0    | 9    | 3      | 0      | 0.100  | 0.100  | 0.100  | 0.200 |

## 爭議
- 2019年7月13日，在選秀會結束後獲得中信兄弟隊指名的林瑞鈞傳出接受美國職棒密爾瓦基釀酒人隊的測試[2]，由於2015年時有宋家豪參加中華職棒選秀會獲得統一7-ELEVEn獅隊指名，但最終未簽約反而接受日本職棒東北樂天金鷲隊的合約旅外。因此這起風波也讓兄弟球團向聯盟通報，最終因林瑞鈞沒有被列入國際球員註冊，所以無法旅外[3]。卻也促使中職召開領隊會議，限制於中職選秀會上受到球團指名的球員，若在締結合約期限內與任何國內外球團進行測試或洽談合約等行為，且未與指名球團完成簽約者，隔年不得參加選秀會；未來若返國將於一年內不得參加選秀會[4]（俗稱宋家豪條款）。

## 外部連結
- 林瑞鈞在台灣棒球維基館上的頁面（繁體中文）
- 林瑞鈞在中華職棒官網
- 林瑞鈞在Baseball-Reference.com（小聯盟以及海外聯盟）（英语）